# Francesco Golisano
Francesco Golisano (Riesi, 25 de junio de 1930 - Velletri, 21 de diciembre de 1991) fue un actor italiano.
Era trabajador de Correos cuando el director Renato Castellani le dio una audición para aparecer en Bajo el sol de Roma (1948). Golisano fue elegido junto con otros jóvenes, encarnando a Geppa. Esto llevó a más trabajo con el cineasta  Giorgio Bianchi. En 1951, Golisano interpretó su papel más famoso: Toto, el personaje de buen corazón en Milagro en Milán, que ganó la Palma de Oro en el Festival de Cine de Cannes. Apareció en dos películas más en 1952. Después de seis películas, Golisano abandonó su carrera como actor. Pasó sus últimos 20 años viviendo en la ciudad de Velletri en la provincia de Roma. Murió en 1991, a los 61 años, de causas naturales. 

## Filmografía
- Bajo el sol de Roma (Sotto il sole di Roma), de Renato Castellani (1948)
- Vent'anni, de Giorgio Bianchi (1949)
- Il Caimano del Piave, de Giorgio Bianchi (1951)
- Miracolo a Milano (Miracolo a Milano), de Vittorio De Sica (1951)[1]
- Un Ladro in paradiso, de Domenico Paolella (1952)
- Una Croce senza nome, de Tullio Covaz (1952)